# Mr. Goemon
Mr. Goemon (Ｍｒ．五右衛門, Misutā Goemon) est un jeu de plates-formes développé et édité par Konami en 1986 uniquement sur arcade. Il s'agit du premier jeu de la série Ganbare Goemon, Mr. Goemon est un jeu à défilement horizontal.
Le joueur incarne Goemon, basé sur le bandit japonais Ishikawa Goemon. Goemon se déplace de gauche à droite et peut sauter à travers des plate-formes en orientant le joystick vers le bas ou le haut, et pour simplement sauter, le joystick vers le haut. Le gameplay repose sur deux boutons, un bouton pour attaquer et un autre pour lancer des objets,. Goemon se bat à l'aide d'une pipe traditionnelle japonaise (kiseru) qui lui sert d'arme principale. Le second bouton est utilisé lorsque le joueur ramasse des objets dans les niveaux, plusieurs types d'objets y sont dispersés (éventails, masques hyottoko, statues de chat). Ces objets servent donc de projectile à Goemon. Si le personnage est attrapé par l'ennemi, secouer rapidement le joystick permet de s'échapper,.
Comme tous les jeux arcade de l'époque, Mr. Goemon dispose également d'un système de scoring. Les points s'accumulent en éliminant des ennemis et en ramassant des objets.